# (9620) Ericidle
(9620) Ericidle ist ein Asteroid des Hauptgürtels, der am 17. März 1993 im Zuge der Uppsala-ESO Survey of Asteroids and Comets am La-Silla-Observatorium (IAU-Code 809) der Europäischen Südsternwarte in Chile entdeckt wurde.
Der Asteroid wurde am 20. März 2000 nach dem englischen Schauspieler, Filmproduzenten, Regisseur, Komponisten und Buchautor Eric Idle (* 1943) benannt, der Gründungsmitglied der britischen Komikergruppe Monty Python war.